# Язгулямська мова
Язгулямська мова (Iazgulem, Yazghulomi, Yazgulam, Yazgulyami) — одна з памірських мов, поширений головним чином в долині річки Язгулем (Ванджський район, Гірський Бадахшан, Таджикистан). Носії мови — язгулямці. Виділяються верхні та нижні говірки, відмінності між якими незначні. Писемність відсутня, у 1970-1980-і робилися спроби розробити писемність на основі російського алфавіту.
Першим дослідником язгулямської мови був російський мандрівник Г. Арандаренко, який записав 34 слова язгулямської мови у 1882. Деякі лінгвісти виявляють спільність між язгулямською мовою та шугнано-рушанською  групою мов.

## Фонетика
В язгулямській мові вісім голосних фонем: i, e, a, ā, ů, u, o, ә. Основний тип протиставлення голосних — протиставлення за якістю. Однак ознака тривалості теж має фонологічне значення, що проявляється в наявності пари a — ā і голосною фонеми, що редукується.
Основні відмінні риси язгулямської мови у фонетиці: наявність консонантних кореляцій палаталізації /k', g '/~ /k, g/ і лабіалізація /k, g, x̌, q, х, γ/~/k °, g °, x̌ °, q °, x °, γ ° /, що створюють тріади типу реконструйованої індоєвропейської k '~ k ~ k °; для вокалізму характерна кількісна опозиція довгої /ā/ і короткій /а/ і надкороткої редукованої /ə/ іншим голосним.

## Граматика
У морфології Категорія роду перебудована за принципом семантичних класів (чоловічий рід — назви чоловіків та неживих предметів, жіночий рід — жінок і всіх тварин); особисті займенники маються для всіх трьох осіб (3-я особа, що сходить до вказівним займенників, остаточно зберігає 2 серії); вказівні — двох ступенів («цей»-«той»).
Числівники відображають вігезимальну (двадцятерічну) систему рахунку. Фінітні форми дієслова в теперішньому часі флективні, колишні часи утворюються відокремлюваними показниками-зв'язками. Для синтаксису характерна ергативотворна побудова пропозиції з перехідними дієсловами (і певною групою неперехідних).
Порядок слів у реченні — SOV.

## Писемність
Язгулямська мова — неписемна. Однак у 1970—1980-і робилися спроби розробити писемність на основі російського або латинського алфавіту.